# Gianmario
Gianmario ist ein italienischer männlicher Vorname, entstanden aus der Verbindung der Vornamen Gianni und Mario.

## Bekannte Namensträger
- Gianmario Baroni (1910–1952), italienischer Eishockeytorwart
- Gianmario Roveraro (1936–2006), italienischer Bankier und Gründer der Akros Finanziaria